# Liste der Naturdenkmale in Sinzig
Die Liste der Naturdenkmale in Sinzig nennt die im Gemeindegebiet von Sinzig ausgewiesenen Naturdenkmale (Stand 14. Februar 2024).

## Naturdenkmale
| Nr.         | Bezeichnung           | Lage                          | Beschreibung                   | Bild                                    |
| ----------- | --------------------- | ----------------------------- | ------------------------------ | --------------------------------------- |
| ND-7131-388 | Winterlinde in Sinzig | Lindenstraße, bei Nr. 45 Lage | Tilia cordata, um 1550 gekeimt | Direkt Bild zu diesem Denkmal hochladen |